# Pustá Polom
Pustá Polom là một làng thuộc huyện Opava, vùng Moravskoslezský, Cộng hòa Séc.